# Altiphylax
Altiphylax — рід геконоподібних ящірок родини геконових (Gekkonidae). Представники цього роду мешкають в горах Центральної Азії.

## Види
Рід Altiphylax нараховує 5 видів:
- Altiphylax baturensis (Khan & Baig, 1992)
- Altiphylax levitoni (Golubev & Szczerbak, 1979)
- Altiphylax mintoni (Golubev & Szczerbak, 1981)
- Altiphylax stoliczkai (Steindachner, 1867)
- Altiphylax tokobajevi (Jeremčenko & Szczerbak, 1984)

## Етимологія
Наукова назва роду Altiphylax походить від сполучення слів лат. altus — високий, сильний і наукової назви роду Гекончик (Alsophylax Fitzinger, 1843).